# Division II i ishockey 1963/1964
Division II i ishockey 1963/1964 var näst högsta divisionen i svensk ishockey under säsongen och spelades med 80 lag fördelat på åtta grupper med tio lag vardera. Segraren i varje grupp gick vidare för kvalificering till Division I. De sämsta lagen i varje grupp flyttades ner till Division III. Antalet lag som flyttades ner varierade beroende på hur många Division III-grupper som fanns i området. Ofta gjordes undantag för att fylla tomma platser när lag slagits samman eller självmant valt att lämna divisionen. Även när lag flyttades upp och ner från högsta serien kunde extra lag flyttas upp eller ner för att jämna ut antalet platser i en grupp.

## Nya lag
- Division II Norra A: IFK Luleå och Malmbergets AIF
- Division II Norra B: IF Älgarna, IK Boston och Vindelns IF
- Division II Östra A: Insjöns IF, Ljusne AIK, Mora IK, Morgårdshammars IF och Sandvikens IF
- Division II Östra B: IFK Lidingö och Skuru IK
- Division II Västra A: Almtuna IS, Avesta BK (från Östra A), Enköpings SK och Hallstahammars SK
- Division II Västra B: IF Fellows, Grums IK, IFK Arvika och Mariestads CK
- Division II Södra A: Örebro SK (från Västra A), Flens IF och Norrköpings AIS
- Division II Södra B: Växjö IK, Norrahammars GIS och Tyringe SoSS

Almtuna, Grums, Mora och Morgårdshammar hade flyttats ner från Allsvenskan. Övriga lag hade, om inte annat angivits ovan, flyttats upp från division III.

## Division II Norra
Grupp A
Före spelstarten sågs IFK Kiruna som favoriter och förmodade nya allsvenskar till nästa säsong. Så blev det inte. Inledningsvis var det Rönnskär som tog täten, medan IFK Kiruna bara nosade på täten ett par omgångar mitt i säsongen. Efter förlust mot Piteå den 6 januari så var dock Kiruna borträknade och striden stod mellan Rönnskär och Piteå. Med fyra omgångar kvar att spela hade Piteå två poängs försprång, när man tappade ett poäng till Malmberget. Inför sista omgången var ledningen alltså bara ett poäng. Rönnskär gjorde då processen kort med Malmberget och segrade med 10–3 medan Piteå hade stora problem med IFK Kiruna. I tredje perioden hade Piteå bara oavgjort vilket skulle ge Rönnskär gruppsegern. I slutminuterna gjorde Piteå dock tre mål och kunde vinna sin match med 7–3 och tog därmed segern och platsen till kvalet. På nedflyttningsplats placerade sig Glommersträsk och de två Luleålagen.
| Nr | Lag                        | S  | V  | O | F  | GM  | IM  | MS  | P  |
| -- | -------------------------- | -- | -- | - | -- | --- | --- | --- | -- |
| 1  | Piteå IF                   | 18 | 14 | 2 | 2  | 103 | 45  | +58 | 30 |
| 2  | Rönnskärs IF               | 18 | 14 | 1 | 3  | 106 | 41  | +65 | 29 |
| 3  | Bodens BK                  | 18 | 12 | 2 | 4  | 82  | 54  | +28 | 26 |
| 4  | IFK Kiruna                 | 18 | 12 | 0 | 6  | 102 | 59  | +43 | 24 |
| 5  | Kiruna AIF                 | 18 | 11 | 1 | 6  | 83  | 67  | +16 | 23 |
| 6  | Malmbergets AIF            | 18 | 8  | 1 | 9  | 71  | 83  | −12 | 17 |
| 7  | Skellefteå IF              | 18 | 6  | 3 | 9  | 77  | 97  | −20 | 15 |
| 8  | Glommersträsk/Lappträsk IF | 18 | 4  | 2 | 12 | 65  | 97  | −32 | 10 |
| 9  | IFK Luleå                  | 18 | 2  | 0 | 16 | 65  | 119 | −54 | 4  |
| 10 | Luleå SK                   | 18 | 1  | 0 | 17 | 53  | 145 | −92 | 2  |

Grupp B
Inför säsongen tippades Umeå vinna gruppen som de brukade göra de år Alfredshem (Modo) spelade i högsta serien. Nyland, Skönvik och Sollefteå ansågs kunna utmana om segern. I tredje omgången lyckades Skönvik beskegra favoriterna vilket ledde till att Nyland tog ledningen tills det var gruppfinal mot Umeå i sjunde omgången och "Björklöven" (som umelaget kallades) kunde ta täten. Den ledningen höll man sedan trots ytterligare en förlust som kom mot lokalkonkurrenten Vännäs som annars tillhörde bottenlagen. Sist i gruppen placerade sig Boston (Östersund) och Vindeln. Vännäs klarade sig undan nerflyttning när Umeå i kvalet tog en allsvensk plats.
| Nr | Lag              | S  | V  | O | F  | GM  | IM  | MS   | P  |
| -- | ---------------- | -- | -- | - | -- | --- | --- | ---- | -- |
| 1  | IFK Umeå         | 18 | 16 | 0 | 2  | 144 | 44  | +100 | 32 |
| 2  | IF Älgarna       | 18 | 12 | 0 | 6  | 97  | 81  | +16  | 24 |
| 3  | Skönvik/Sunds IF | 18 | 11 | 1 | 6  | 85  | 65  | +20  | 23 |
| 4  | IFK Nyland       | 18 | 11 | 1 | 6  | 82  | 74  | +8   | 23 |
| 5  | Järveds IF       | 18 | 9  | 1 | 8  | 64  | 72  | −8   | 19 |
| 6  | Sollefteå IK     | 18 | 5  | 6 | 7  | 70  | 73  | −3   | 16 |
| 7  | Tegs SK          | 18 | 6  | 4 | 8  | 77  | 83  | −6   | 16 |
| 8  | Vännäs AIK       | 18 | 6  | 4 | 8  | 63  | 88  | −25  | 16 |
| 9  | IK Boston        | 18 | 4  | 0 | 14 | 52  | 90  | −38  | 8  |
| 10 | Vindelns IF      | 18 | 1  | 1 | 16 | 55  | 119 | −64  | 3  |

## Division II Östra
Grupp A
Mora motsvarade förväntningarna och vann gruppen med 6 poängs marginal före det andra topplaget Morgårdshammar (från Smedjebacken). Övriga lag spelade mer ojämnt och de flesta av dem var inblandade i bottenstriden när det var 4-5 omgångar kvar. Gruppens stryklag blev Häradsbygden (från Leksand) som placerade sig klart sist. Med sig till division III fick de Alfta och Insjön.
| Nr | Lag                | S  | V  | O | F  | GM  | IM  | MS   | P  |
| -- | ------------------ | -- | -- | - | -- | --- | --- | ---- | -- |
| 1  | Mora IK            | 18 | 17 | 0 | 1  | 149 | 45  | +104 | 34 |
| 2  | Morgårdshammars IF | 18 | 13 | 2 | 3  | 98  | 47  | +51  | 28 |
| 3  | IK Warpen          | 18 | 9  | 1 | 8  | 60  | 63  | −3   | 19 |
| 4  | Ljusne AIK         | 18 | 8  | 3 | 7  | 70  | 82  | −12  | 19 |
| 5  | Falu BS            | 18 | 7  | 3 | 8  | 72  | 81  | −9   | 17 |
| 6  | Ludvika FfI        | 18 | 5  | 5 | 8  | 78  | 79  | −1   | 15 |
| 7  | Sandvikens IF      | 18 | 7  | 1 | 10 | 58  | 74  | −16  | 15 |
| 8  | Insjöns IF         | 18 | 6  | 1 | 11 | 51  | 75  | −24  | 13 |
| 9  | Alfta GIF          | 18 | 5  | 3 | 10 | 49  | 80  | −31  | 13 |
| 10 | Häradsbygdens SS   | 18 | 3  | 1 | 14 | 53  | 112 | −59  | 7  |

Grupp B
Hammarby var återigen överlägset i gruppen och förlorade endast en enda match, den mot tvåan Traneberg. Överlägsenheten visade sig också i en målskillnad på 115 mål. Solna och Kungsholmen flyttas ner till division III till nästa säsong, medan Mälarhöjden klarade sig från nedflyttning då inget lag från Division III Södra Östsvenska C flyttades upp.
| Nr | Lag             | S  | V  | O | F  | GM  | IM  | MS   | P  |
| -- | --------------- | -- | -- | - | -- | --- | --- | ---- | -- |
| 1  | Hammarby IF     | 18 | 17 | 0 | 1  | 163 | 48  | +115 | 34 |
| 2  | Tranebergs IF   | 18 | 13 | 1 | 4  | 85  | 52  | +33  | 27 |
| 3  | Nacka SK        | 18 | 10 | 2 | 6  | 75  | 77  | −2   | 22 |
| 4  | Sundbybergs IK  | 18 | 9  | 1 | 8  | 94  | 68  | +26  | 19 |
| 5  | Skuru IK        | 18 | 9  | 1 | 8  | 84  | 84  | 0    | 19 |
| 6  | Karlbergs BK    | 18 | 8  | 0 | 10 | 65  | 73  | −8   | 16 |
| 7  | IFK Lidingö     | 18 | 8  | 0 | 10 | 55  | 66  | −11  | 16 |
| 8  | Mälarhöjdens IK | 18 | 7  | 1 | 10 | 52  | 82  | −30  | 15 |
| 9  | Kungsholms IF   | 18 | 3  | 4 | 11 | 70  | 123 | −53  | 10 |
| 10 | Solna HC        | 18 | 0  | 2 | 16 | 42  | 112 | −70  | 2  |

Anmärkning: Tabellen i Årets ishockey stämmer inte om man kontrollräknar den. Tabellen ovan utgår därför ifrån Svensk ishockey 75 år.

## Division II Västra
Grupp A
Segertippade inför säsongen var Fagersta och exallsvenska Almtuna och det blev också dessa två lag som dominerade gruppen. Lagen möttes redan i första omgången och Fagersta tog redan då sin första viktiga seger. Framgångarna fortsatte och laget kunde ta åtta raka segrar innan man åkte på sin första förlust mot Westmannia från Köping. Efter det förlorade man inte fler poäng och Almtuna fick aldrig chansen att ta in ledningen. Sist i gruppen placerade sig Västerås SK som därmed flyttades ner till division III, medan Lindesberg klarade sig från nedflyttning.
| Nr | Lag               | S  | V  | O | F  | GM  | IM  | MS  | P  |
| -- | ----------------- | -- | -- | - | -- | --- | --- | --- | -- |
| 1  | Fagersta AIK      | 18 | 17 | 0 | 1  | 118 | 32  | +86 | 34 |
| 2  | Almtuna IS        | 18 | 14 | 1 | 3  | 98  | 45  | +53 | 29 |
| 3  | Avesta BK         | 18 | 12 | 0 | 6  | 92  | 55  | +37 | 24 |
| 4  | IK Westmannia     | 18 | 11 | 1 | 6  | 81  | 48  | +33 | 23 |
| 5  | Hallstahammars SK | 18 | 7  | 3 | 8  | 49  | 83  | −34 | 17 |
| 6  | IFK Arboga        | 18 | 8  | 0 | 10 | 79  | 78  | +1  | 16 |
| 7  | Surahammars IF    | 18 | 8  | 0 | 10 | 62  | 76  | −14 | 16 |
| 8  | Enköpings SK      | 18 | 6  | 1 | 11 | 61  | 91  | −30 | 13 |
| 9  | IFK Lindesberg    | 18 | 3  | 1 | 14 | 52  | 99  | −47 | 7  |
| 10 | Västerås SK       | 18 | 0  | 1 | 17 | 31  | 116 | −85 | 1  |

Grupp B
Gruppen dominerades av två Värmlandslag, nämligen Grums och Färjestad. Lagen möttes i fjärde omgången i en match som Grums gick segrande ur. Segern innebar att man fick en ledning med fem poängs marginal före Färjestad som storsatsat inför säsongen. Spänningen tycktes över, men vid nyår förlorade Grums sina två matcher mot Norrby och ledningen krympte till endast ett poäng. Det gav Färjestad en möjlighet att gå om när de mötte Grums hemma i Karlstad. Inför 3 837 åskådare kunde Grums vinna seriefinalen med 3–1 och från experthåll tippades de nu ta kvalplatsen till Allsvenskan. I sista omgången blev det dramatiskt. Färjestad tog emot Forshaga hemma medan Grums möte Mariestad borta. Grums hade bättre målskillnad så trots ett poäng mer behövde Färjestad vinna sin match, men Forshaga tvingade till sig oavgjort samtidigt som Grums vann i Mariestad och därmed tog hem gruppsegern.
| Nr | Lag            | S  | V  | O | F  | GM  | IM  | MS  | P  |
| -- | -------------- | -- | -- | - | -- | --- | --- | --- | -- |
| 1  | Grums IK       | 18 | 15 | 0 | 3  | 123 | 25  | +98 | 30 |
| 2  | Färjestads BK  | 18 | 14 | 2 | 2  | 89  | 29  | +60 | 30 |
| 3  | Norrby IF      | 18 | 13 | 1 | 4  | 87  | 54  | +33 | 27 |
| 4  | Forshaga IF    | 18 | 9  | 5 | 4  | 83  | 61  | +22 | 23 |
| 5  | Gais           | 18 | 9  | 2 | 7  | 74  | 70  | +4  | 20 |
| 6  | Mariestad BoIS | 18 | 7  | 2 | 9  | 57  | 67  | −10 | 16 |
| 7  | IFK Munkfors   | 18 | 5  | 3 | 10 | 53  | 86  | −33 | 13 |
| 8  | IFK Arvika     | 18 | 4  | 2 | 12 | 50  | 100 | −50 | 10 |
| 9  | IF Fellows     | 18 | 4  | 1 | 13 | 43  | 95  | −52 | 9  |
| 10 | Tibro IK       | 18 | 0  | 2 | 16 | 50  | 122 | −72 | 2  |

## Division II Södra
Grupp A
Inför säsongen förväntades Örebro och Norrköping aspirera på kvalplatsen till Allsvenskan, möjligen med Kenty från Linköping som utmanare. Örebro hade själva begärt att flyttas till gruppen för att ge publiken lite omväxling. Kommentatorerna undrade om de inte också tänkte att gruppen skulle vara lite mer lättspelad? I så fall fick de rätt. Norrköping fick inte riktigt ordning på sitt spel under hösten medan Örebro undvek förlust i femton omgångar. Vid det laget hade IFK Norrköping fått ordning på sitt spel och kunde besegra serieledaren, men det var för sent för att vinna gruppen. Sist i serien placerade sig Flen och Norrköping AIS som båda flyttades ner till division III.
| Nr | Lag             | S  | V  | O | F  | GM  | IM  | MS   | P  |
| -- | --------------- | -- | -- | - | -- | --- | --- | ---- | -- |
| 1  | Örebro SK       | 18 | 15 | 2 | 1  | 113 | 48  | +65  | 32 |
| 2  | IFK Norrköping  | 18 | 14 | 0 | 4  | 66  | 38  | +28  | 28 |
| 3  | BK Remo         | 18 | 12 | 1 | 5  | 76  | 56  | +20  | 25 |
| 4  | BK Kenty        | 18 | 9  | 2 | 7  | 98  | 69  | +29  | 20 |
| 5  | Nyköpings AIK   | 18 | 8  | 1 | 9  | 71  | 68  | +3   | 17 |
| 6  | Nyköpings SK    | 18 | 7  | 2 | 9  | 74  | 67  | +7   | 16 |
| 7  | IK Sleipner     | 18 | 7  | 2 | 9  | 73  | 92  | −19  | 16 |
| 8  | Tranås AIF      | 18 | 6  | 2 | 10 | 65  | 51  | +14  | 14 |
| 9  | Flens IF        | 18 | 3  | 2 | 13 | 46  | 91  | −45  | 8  |
| 10 | Norrköpings AIS | 18 | 1  | 2 | 15 | 41  | 143 | −102 | 4  |

Grupp B
Malmö hade förstärkt sitt lag sedan förra säsongen samtidigt som värsta konkurrenten Öster flyttats upp i Division I. Malmö var nu storfavoriter och infriade ganska enkelt förväntningarna. Segermarginalen blev åtta poäng till tvåan Vättersnäs från Jönköping. Sist placerade sig Oskarshamn och Tyringe som båda flyttades ner till division III. Alvesta klarade sig undan nedflyttning när Malmö tog en plats i Allsvenskan.
| Nr | Lag              | S  | V  | O | F  | GM  | IM  | MS  | P  |
| -- | ---------------- | -- | -- | - | -- | --- | --- | --- | -- |
| 1  | Malmö FF         | 18 | 16 | 1 | 1  | 132 | 45  | +87 | 33 |
| 2  | Vättersnäs IF    | 18 | 12 | 1 | 5  | 95  | 64  | +31 | 25 |
| 3  | Tabergs SK       | 18 | 11 | 0 | 7  | 105 | 74  | +31 | 22 |
| 4  | Husqvarna IF     | 18 | 10 | 1 | 7  | 90  | 74  | +16 | 21 |
| 5  | IF Troja         | 18 | 8  | 1 | 9  | 86  | 80  | +6  | 17 |
| 6  | Växjö IK         | 18 | 8  | 1 | 9  | 83  | 97  | −14 | 17 |
| 7  | Norrahammars GIS | 18 | 8  | 0 | 10 | 76  | 95  | −19 | 16 |
| 8  | Alvesta SK       | 18 | 8  | 0 | 10 | 65  | 97  | −32 | 16 |
| 9  | IFK Oskarshamn   | 18 | 3  | 1 | 14 | 55  | 121 | −66 | 7  |
| 10 | Tyringe SoSS     | 18 | 3  | 0 | 15 | 64  | 104 | −40 | 6  |

## Kval till Division I
Kvalet innebar att Umeå blev nytt lag i Division I nästa säsong samt att Mora, Malmö och Grums återkommer. Hammarby missade för andra året i rad att återta en plats i högsta serien. Spelet i den norra serien som var jämnt. Den södra serien var allt annat än jämn. Malmö och Grums framstod tidigt som de bästa lagen.
| Nr | Lag         | S | V | O | F | GM | IM | MS  | P |
| -- | ----------- | - | - | - | - | -- | -- | --- | - |
| 1  | IFK Umeå    | 6 | 3 | 1 | 2 | 31 | 19 | +12 | 7 |
| 2  | Mora IK     | 6 | 3 | 1 | 2 | 23 | 27 | −4  | 7 |
| 3  | Hammarby IF | 6 | 3 | 0 | 3 | 21 | 26 | −5  | 6 |
| 4  | Piteå IF    | 6 | 2 | 0 | 4 | 25 | 28 | −3  | 4 |

| Nr | Lag          | S | V | O | F | GM | IM | MS  | P  |
| -- | ------------ | - | - | - | - | -- | -- | --- | -- |
| 1  | Malmö FF     | 6 | 5 | 0 | 1 | 33 | 19 | +14 | 10 |
| 2  | Grums IK     | 6 | 5 | 0 | 1 | 28 | 16 | +12 | 10 |
| 3  | Fagersta AIK | 6 | 2 | 0 | 4 | 22 | 22 | 0   | 4  |
| 4  | Örebro SK    | 6 | 0 | 0 | 6 | 18 | 44 | −26 | 0  |